# Kępki (Stanisław Dolny)
Kępki – przysiółek wsi Stanisław Dolny w Polsce, położony w województwie małopolskim, w powiecie wadowickim, w gminie Kalwaria Zebrzydowska, na Pogórzu Wielickim, na wysokości 280–350 m n.p.m., w południowej części sołectwa.
W latach 1975–1998 przysiółek położony był w województwie bielskim. 